# 銅山 (科羅拉多州)
銅山（英語：Copper Mountain）是位於美國科羅拉多州薩米特縣的一個人口普查指定地區。

## 地理
銅山的座標為39°30′24″N 106°08′32″W / 39.50667°N 106.14222°W，而該地最高點為海拔高度2955米（即9695英尺）。

## 人口
根據2010年美國人口普查的數據，銅山的面積為5.00平方千米，當中陸地面積為5.00平方千米，而水域面積為5.00平方千米。當地共有人口20人，而人口密度為每平方千米4人。